# Paraneossos
Paraneossos is een geslacht van insecten uit de familie van de afvalvliegen (Heleomyzidae), die tot de orde tweevleugeligen (Diptera) behoort.

## Soort
- P. arizonicus Wheeler, 1955